# Sauli Rytky
Sauli Rytky (n. 6 iunie 1918, Haapavesi, Oulu, Finlanda – d. 28 ianuarie 2006, Haapavesi, Oulu, Finlanda) a fost un schior de fond ce a reprezentat Finlanda, medaliat olimpic. A participat la o ediție a Jocurilor Olimpice (1948) în care a câștigat o medalie de argint.

## Participări
Lista de mai jos prezintă principalele competiții la care a participat Sauli Rytky de-a lungul carierei.
- cross-country skiing at the 1948 Winter Olympics – men's 4 × 10 km relay[*]